# Josefine Səfərli
Josefine Səfərli (Schreibweise beim Weltschachbund FIDE Josefine Safarli; * 7. Januar 1998 als Josefine Heinemann in Gardelegen) ist eine deutsche Schachspielerin. 2016 erhielt sie von der FIDE den Titel Internationale Meisterin der Frauen (WIM). Bereits zwei Jahre später wurde ihr der  Titel Großmeisterin der Frauen (WGM) verliehen.

## Leben
Josefine Heinemann schloss 2021 ihr Studium der Wirtschaftsmathematik an der Universität Mannheim ab, für welches sie aufgrund ihrer sportlichen Erfolge ein Stipendium erhalten hatte.
2024 heiratete sie den aserbaidschanischen Großmeister Eltac Səfərli.

## Schach
Ihre erste Teilnahme an einer deutschen Meisterschaft war die U10-Meisterschaft 2007 in Willingen.

### Erfolge bei Jugendturnieren (Auswahl)
- Deutsche Meisterin U18, 2015[5]
- 5. Platz Weltmeisterschaft U18, 2015[6]
- 10. Platz Weltmeisterschaft U18, 2016

### Erfolge bei Frauenturnieren
- 6. Platz Frauen Mannschaftseuropameisterschaft 2015
- Dritte beim German Masters der Frauen 2018 in Dresden[7]

### Vereine
Im allgemeinen Spielbetrieb spielte Josefine Heinemann bis 2016 für Aufbau Elbe Magdeburg, von 2016 bis 2018 in der zweiten und dritten Mannschaft der OSG Baden-Baden und seit der Saison 2018/19 in der ersten und zweiten Mannschaft des SC Viernheim, mit dem sie auch am European Club Cup 2019 teilnahm. In der Frauenbundesliga spielte sie von 2012 bis 2015 für den USV Volksbank Halle, in der Saison 2015/16 für den SC Bad Königshofen und seit 2016 für die OSG Baden-Baden, mit der sie 2018 den Titel gewann. In der französischen Top 12 der Frauen spielte Heinemann 2016 für Clichy Echecs und 2019 für Mulhouse Philidor; mit Mulhouse nahm sie auch am European Club Cup der Frauen 2018 teil. In der Schweizer Bundesliga spielte Heinemann in der Saison 2017/18 für Echiquier Bruntrutain Porrentruy.

### Nationalmannschaft

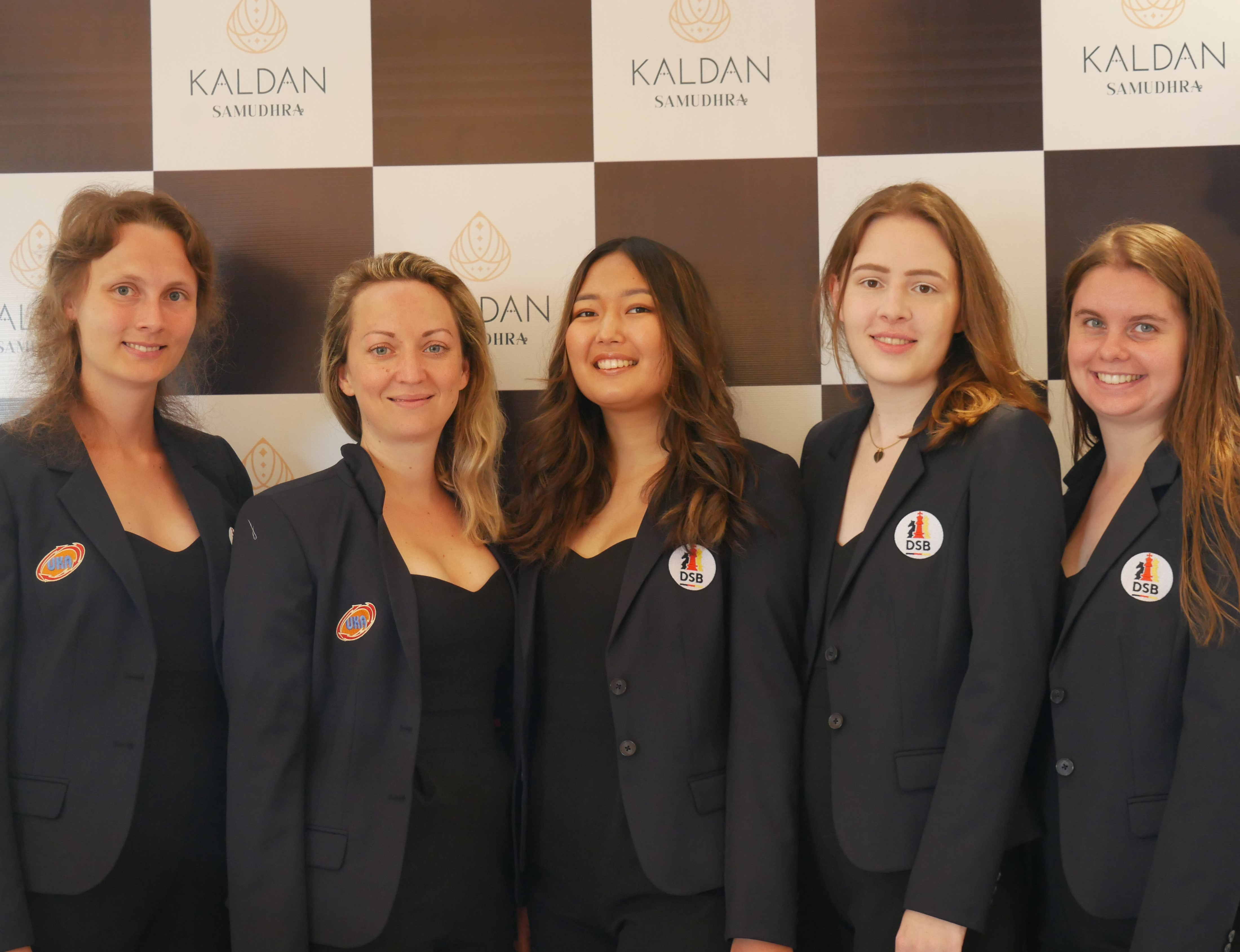
Schacholympiade 2022 in Mamallapuram, von links nach rechts: Josefine Heinemann, Elisabeth Pähtz, Dinara Wagner, Hanna Marie Klek und Jana Schneider.

Heinemann nahm 2016 und 2017 am Mitropacup der Frauen teil und gewann den Wettbewerb 2016. Bei den Mannschaftseuropameisterschaften 2015, 2017 und 2021 gehörte sie ebenfalls zur deutschen Frauenauswahl. 2021 spielte sie alle neun Runden und erzielte mit 6 Punkten (+4 =4 −1) das beste Einzelergebnis der deutschen Spielerinnen. 

Bei der Schacholympiade 2022 erreichte sie mit dem deutschen Team im Frauenturnier den zehnten Platz.